# Zdeněk Šesták
Zdeněk Šesták (født 10. december 1925 i Cítoliby, Tjekkiet) er en tjekkisk komponist og musikolog.
Šesták studerede komposition på Musikkonservatoriet i Prag (1945-1950) hos bl.a. Emil Hlobil. Han har skrevet 6 symfonier, orkesterværker, kammermusik, korværker, instrumentalværker og vokalværker. Han var specialist i tjekkisk musik fra det 18. århundrede. Šesták studerede, samtidig med sine kompositionsstudier, musikologi på Karlsuniversitetet hos Josef Hutter.

## Udvalgte værker
- Symfoni nr. 1 "Symfonisk fantasi variationer" (1966) - for orkester
- Symfoni nr. 2 (1970) - for orkester
- Symfoni nr. 3 (1971) - for orkester
- Symfoni nr. 4 (1973) - for strygerorkester
- Symfoni nr. 5 "Kronos" (1978) - for orkester
- Symfoni nr. 6 "Evig hjertesorg" (1979) - for orkester